# Bautastein auf dem Kyrkjehaugen

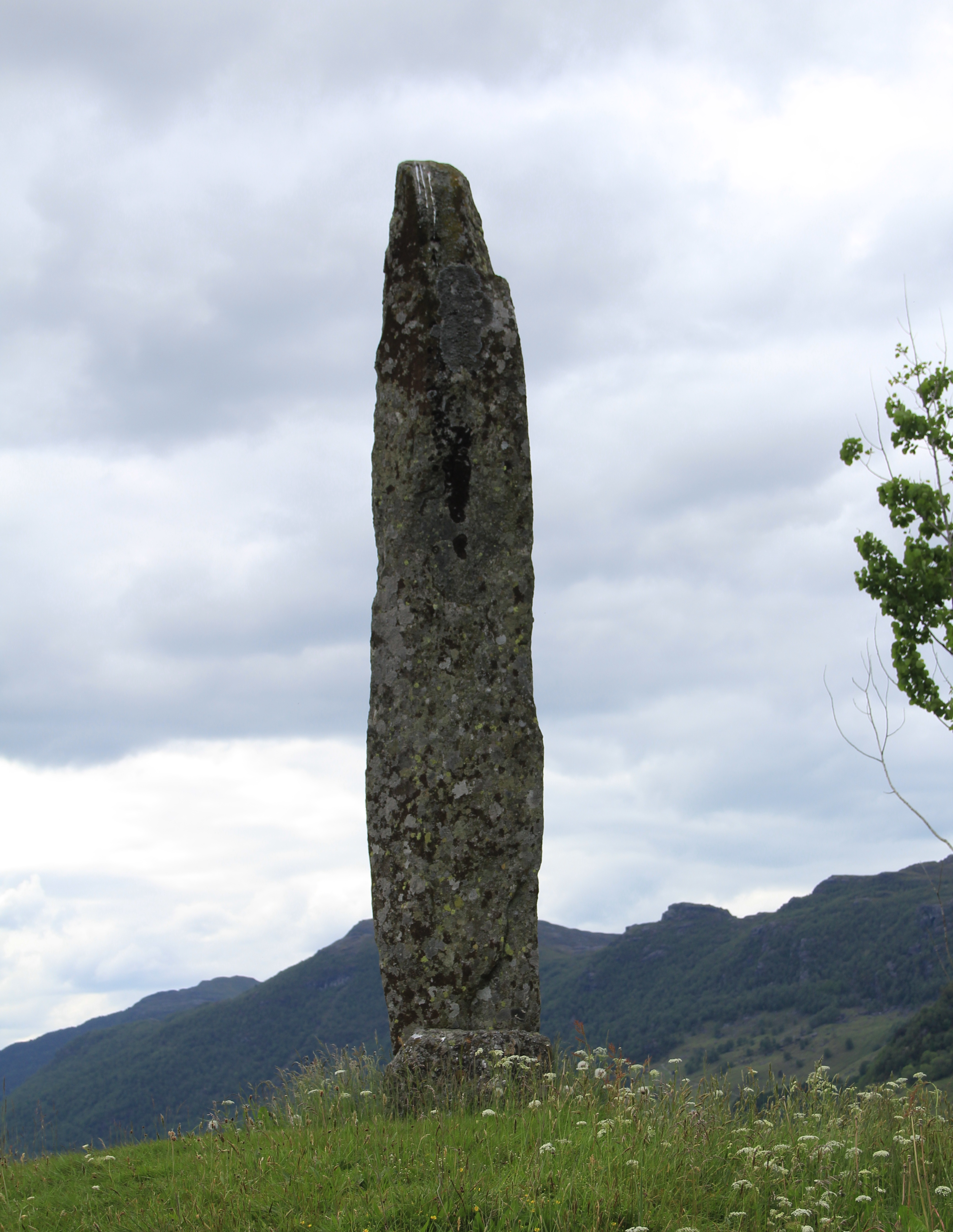
Bautastein auf dem Kyrkjehaugen, Menhir, Stødle in Etne in Norwegen

Der Bautastein auf dem Kyrkjehaugen (auch Stødle Kirke oder genannt) ist ein Menhir nordöstlich von Etne im Fylke Vestland in Norwegen.
Der Kyrkjehaugen ist ein Rundhügel von etwa 15 Meter Durchmesser und zwei Meter Höhe, der etwa 20 Meter westlich der Stødle-Kirche etwas außerhalb der Mauer liegt, die den Friedhof umgibt. Der Hügel liegt am Rande einer Terrasse, auf der einst eine große Zahl von Grabhügeln lag. Die meisten von ihnen sind aufgrund landwirtschaftlicher Tätigkeit ausgegangen.
Auf der Kuppe des Hügels steht der etwa 4,5 Meter hohe, 50 Zentimeter breite und 30 Zentimeter dicke Bautastein. Das Oberteil hat eine runde Form. Der Stein hat einige kleinere Stützsteine an der Basis.
Der Bautastein steht nicht an seinem anfänglichen Ort. Er wurde in der Kirchenmauer gefunden, während der Renovierung der Kirche herausgenommen und auf dem Hügel aufgestellt. Es stammt wahrscheinlich aus der Gegend, aber sein ursprünglicher Standort ist unbekannt.
Nördlich der Kirche befinden sich die Reste eines großen Grabhügels namens Bogahaugen. Er hatte fast 30 Meter Durchmesser, aber das meiste wurde abgepflügt.
Etwa 200 Meter entfernt liegen die Felsritzungen von Helgaberget und zwei Kilometer entfernt steht der Bautastein von Gjerde.